# ريان غريغوريو
ريان غريغوريو مواليد 7 أبريل 1972 في الفلبين، هو مدرب كرة سلة فلبيني ولاعب سابق. يدرب في الرابطة الفلبينية لكرة السلة. درب فريق ستار هوتشوتز كما درب فريق ميرالكو بولتز.